# Marcha del Orgullo LGBT de Nicaragua
La Marcha del Orgullo LGBT de Nicaragua es una manifestación que se celebra de forma anual en Nicaragua en conmemoración del Día Internacional del Orgullo LGBT. Desde 2006, la marcha se realiza en Managua, aunque la primera edición, que tuvo lugar en 2005, se desarrolló en Masaya.
La marcha, que reúne cada año a miles de participantes, se realiza con el objetivo de mostrar el orgullo de los miembros de las poblaciones LGBT nicaragüenses y exigir igualdad de derechos. Durante el evento, los asistentes marchan en medio de trajes multicolores, banderas LGBT y comparsas.
En Managua, la marcha se ha realizado tradicionalmente en la Carretera a Masaya, aunque en algunos años ha tenido que ser trasladada a otras calles por prohibiciones por parte de las autoridades.
Debido a la prohibición por parte de la Policía Nacional de Nicaragua de realizar manifestaciones que no sean de apoyo al gobierno de Daniel Ortega, la marcha no se ha vuelto a realizar desde 2018.